# Tema (Togo)
Pour les articles homonymes, voir Tema (homonymie).
Tema  est une petite ville du Togo située dans la préfecture de Bassar, dans la région de la Kara

## Géographie
Tema est situé à environ 42 km de Kara.

## Vie économique
- Coopérative paysanne

## Lieux publics
- École primaire